# Para István
Para István (Gyergyószentmiklós, 1962. szeptember 26. –) erdélyi magyar karikaturista.

## Életútja
Középiskoláit a gyergyószentmiklósi Salamon Ernő Líceumban végezte (1981), majd a csíkszeredai Művészeti Népiskola grafika szakán tanult (1997). Lakatos egy csíkszeredai gyárban (1983-84), számítógépkezelő a Területi Számítóközpontban (1984-91), a Pro-Print Kiadó és Nyomda számítógépes grafikusa (1991-92), 1994-től a dévai Enigma Multipress Kft.-nél dolgozik ugyanebben a munkakörben és a Corvin Rejtvénymagazin karikaturistája. 1994-től a Hargita megyei „Hargita Népe” napilap munkatársa.

## Munkássága
Karikatúrákkal 1990-ben a csíkszeredai Tromf című szatirikus hetilapban jelentkezett, annak 1992-ig, a Corvin Rejtvénymagazinnak 1995-től főmunkatársa. Karikatúrái jelennek meg ezenkívül a Fakutya, Cápa, Góbé című szatirikus lapokban, a Hargita Népe, Háromszék, Hunyadvármegye, Bihari Napló, Erdélyi Napló, az Ifi Fórum, IF, Zabhegyező, a székelyudvarhelyi Pulzus című lapokban.
Grafikáit, kisplasztikáit több hazai és külföldi kiállításon mutatta be.

## Kiállításai

### Karikatúra
- Csíkszereda (Románia): 1990, 1995, 1996, 2000, 2015, 2016
- Gyergyószentmiklós (Románia): 1993, 1995, 1998, 2016
- Sopron (Magyarország): 2000
- Temesvár (Románia): 2004 (csoportos)
- Tuşnad (Románia): 2008
- Kolozsvár (Románia): 2010 (csoportos)
- Szigetmonostor (Magyarország): 2012 (csoportos)
- Szigetmonostor (Magyarország): 2014 (csoportos)

### Kisplasztika
- Csíkszereda (Románia): 1992, 1995, 1997, 2000
- Gyergyószentmiklós (Románia): 1992, 1995
- Würtzburg (Németország): 1993
- Sopron: 2000
- Budapest: 2002, 2006

## Kötetei
- A kerti törpe dala. Harmadik leegyszerűsített kiadás (mű- és nyáldalparódiák) – Szatmári László előszavával, Fekete Vince, György Attila, Kelemen Hunor, Lakatos Mihály, Molnár Vilmos, Papp Sándor Zsigmond, Sántha Attila, Vida Gábor írásaival; s.n., Csíkszereda, 1996
- Vicces évszázad (a XX. század paródiája); Pro-Print, Csíkszereda, 1998
- STOP (forgalmi táblák vicces értelmezése); szerzői, Csíkszereda, 2001